# Anisogaster bicolor
Anisogaster bicolor là một loài bọ cánh cứng trong họ Cerambycidae.